# Golshifteh Farahani
Golshifteh Farahani (in persiano گلشیفته فراهانی‎; Teheran, 10 luglio 1983) è un'attrice e cantautrice iraniana naturalizzata francese.

## Biografia
Inizia a lavorare come attrice in teatro ad appena sei anni. All'età di 14 anni prende parte al suo primo film, Derakhte Golabi (1998), grazie al quale vince il premio miglior attrice nella sezione internazionale del festival di Fajr. Successivamente entra nel circuito cinematografico internazionale, recitando in Bab'Aziz - Il principe che contemplava la sua anima (2005), There Be Dragons - Un santo nella tempesta (2011), Come pietra paziente (2012). Nel 2004 vince il premio per la miglior interpretazione femminile al Festival des 3 Continents. Nel 2006 prende parte al film Mim mesle madar, pellicola che ottiene molto successo in Iran.
Laureata alla scuola di musica, è anche musicista e cantautrice. Nel 2008 è nel cast del film di Ridley Scott Nessuna verità, diventando così la prima stella iraniana a entrare in una grande produzione di Hollywood. In seguito le verrà vietato di lasciare il suo Paese per un periodo, dopodiché si trasferisce in Francia. Nel 2014 ottiene la candidatura al Premio César per la migliore promessa femminile. Nel 2014 recita in Exodus - Dei e re diretta nuovamente dal regista Ridley Scott, affiancando Christian Bale sul set. Il kolossal biblico la lancia definitivamente ad Hollywood, tanto che nel febbraio del 2015 entra nel cast del quinto capitolo della saga dei Pirati dei Caraibi affiancando Johnny Depp sotto la regia di Joachim Rønning ed Espen Sandberg in uscita nel 2017. Il 6 agosto 2025 ha ricevuto l'Excellence Award Davide Campari , durante la serata di apertura del 78º festival di Locarno.

## Filmografia

### Cinema
- Derakhte Golabi, regia di Dariush Mehrjui (1998)
- Haft parde, regia di Farzad Motamen (2000)
- Zamaneh, regia di Hamid Reza Salahmand (2001)
- Due Angeli (Deux fereshté), regia di Mamad Haghighat (2003)
- Jayi digar, regia di Mehdi Karampour (2003)
- Boutique, regia di Hamid Nematollah (2004)
- Ashk-e sarma, regia di Azizollah Hamidnezhad (2004)
- Mahiha ashegh mishavand, regia di Ali Rafie (2005)
- Bab'Aziz - Il principe che contemplava la sua anima (Bab'Aziz - Le prince qui contemplait son âme), regia di Nacer Khemir (2005)
- Be name pedar, regia di Ebrahim Hatamikia (2006)
- Half Moon (Niwemang), regia di Bahman Ghobadi (2006)
- Mim mesle madar, regia di Rasool Mollagholi Poor (2006)
- Gis Borideh, regia di Jamshid Heydari (2006)
- Santuri (Santoori), regia di Dariush Mehrjui (2007)
- Chacun son cinéma - A ciascuno il suo cinema (Chacun son cinéma ou Ce petit coup au cœur quand la lumière s'éteint et que le film commence), co-regia collettiva (2007)
- Divar, regia di Mohammad-Ali Talebi (2008)
- Hamisheh paye yek zan dar mian ast, regia di Kamal Tabrizi (2008)
- Shirin, regia di Abbas Kiarostami (2008)
- Nessuna verità (Body of Lies), regia di Ridley Scott (2008)
- About Elly (Darbāre-ye Elly), regia di Asghar Farhadi (2009)
- Si tu meurs, je te tue, regia di Hiner Saleem (2011)
- There Be Dragons - Un santo nella tempesta (There Be Dragons), regia di Roland Joffé (2011)
- La règle de trois, regia di Louis Garrel (2011) - cortometraggio
- Pollo alle prugne (Poulet aux prunes), regia di Marjane Satrapi e Vincent Paronnaud (2011)
- Come pietra paziente (Syngué sabour, pierre de patience), regia di Atiq Rahimi (2012)
- Just Like a Woman, regia di Rachid Bouchareb (2012)
- La mia dolce terra (My Sweet Pepper Land), regia di Hiner Saleem (2013)
- Rosewater, regia di Jon Stewart (2014)
- Eden, regia di Mia Hansen-Løve (2014)
- Exodus - Dei e re (Exodus: Gods and Kings), regia di Ridley Scott (2014)
- Due amici (Les Deux Amis), regia di Louis Garrel (2015)
- Go Home, regia di Jihane Chouaib (2015)
- Quella peste di Sophie (Les Malheurs de Sophie), regia di Christophe Honoré (2016)
- Altamira, regia di Hugh Hudson (2016)
- Paterson, regia di Jim Jarmusch (2016)
- Pirati dei Caraibi - La vendetta di Salazar (Pirates of the Caribbean: Dead Men Tell No Tales), regia di Joachim Rønning e Espen Sandberg (2017)
- The Song of Scorpions, regia di Anup Singh (2017)
- Shelter, regia di Eran Riklis (2017)
- Sempre amici (The Upside), regia di Neil Burger (2017)
- Santa & Cie, regia di Alain Chabat (2017)
- La notte ha divorato il mondo (La nuit a dévoré le monde), regia di Dominique Rocher (2018)
- Les filles du soleil, regia di Eva Husson (2018)
- Un divano a Tunisi (Un divan à Tunis), regia di Manele Labidi (2019)
- Tyler Rake (Extraction), regia di Sam Hargrave (2020)
- Fratello e sorella (Frère et Sœur), regia di Arnaud Desplechin (2022)
- Tyler Rake 2 (Extraction 2), regia di Sam Hargrave (2023)
- Leggere Lolita a Teheran (Reading Lolita in Tehran), regia di Eran Riklis (2024)
- Guglielmo Tell, regia di Nick Hamm (2024)
- Alpha, regia di Julia Ducournau (2025)

### Televisione
- Invasion - serie TV (2021-)

## Doppiatrici italiane
Nelle versioni in italiano delle opere in cui ha recitato, Golshifteh Farahani è stata doppiata da:
- Valentina Favazza in Paterson, Tyler Rake, Tyler Rake 2, Leggere Lolita a Teheran
- Gaia Bolognesi in Pirati dei Caraibi - La vendetta di Salazar, Un divano a Tunisi, Fratello e sorella
- Stella Musy in Nessuna verità
- Patrizia Mottola in Pollo alle prugne
- Chiara Francese in Eden
- Eleonora Reti in Invasion